# Англо-новозеландці
Англо-новозеландці, новозеландці, пакеха (мовою маорі) — народ, основне населення Нової Зеландії. Живуть також у Великій Британії, Австралії, Канаді, США, Німеччині та інших країнах. Говорять англійською мовою з діалектними відмінностями. Велика частина віруючих — англікани, є пресвітеріани (нащадки шотландців), католики (нащадки ірландців).
Англо-новозеландці — нащадки переселенців до Нової Зеландії англійців, шотландців і ірландців. Поява англійців в Новій Зеландії сягає кінця XVIII століття. Максимальний приплив іммігрантів припадав на 1860—1870-ті роки, період інтенсивного розвитку фермерства (головним чином вівчарства) і золотошукацтва. Єдність мови, території, економічного життя, спільність культури, впровадження самоврядування у 1852 році сприяли порівняно швидкій консолідації англомовного населення в єдину націю.
Англо-новозеландці зайняті у вівчарстві, садівництві, багатогалузевій промисловості; близько 90 % — городяни. Переважають європейські форми побуту і культури. Живуть переважно в одноповерхових приміських котеджах, цегляних, блокових або дерев'яних, з верандою і садом. Своєрідні традиційні види спорту (в тому числі морська риболовля), національні свята.
Національне прізвисько — ківі.